# Landras
Een landras is een dynamische populatie van planten of dieren, die door menselijk ingrijpen zonder noemenswaardige selectie ter plaatse in stand wordt gehouden en zich door de jaren heen heeft aangepast  aan de groei- of leefomgeving. Dit in tegenstelling tot een ecotype, dat niet door menselijk ingrijpen in stand wordt gehouden. Een landras verschilt van een ras doordat een ras ontstaan is uit een door de mens bewust gemaakte kruising en uniform van samenstelling is.
Door de meestal bredere genetische samenstelling kan een landras zich beter aanpassen aan veranderende omstandigheden. Er zijn echter ook landrassen met een smalle genetische samenstelling.

## Planten
Landrassen werden in Nederland algemeen verbouwd tot het begin van de twintigste eeuw. Hierna kwam de plantenveredeling op, waarbij gerichte kruisingen tussen landrassen gemaakt werden en een sterke selectie plaatsvond van planten uit de nakomelingen van de kruising. Ook werden nieuwe rassen ontwikkeld op basis van selectie van één of beperkt aantal planten uit een landras. Deze nieuwe rassen hebben de landrassen geleidelijk verdrongen doordat ze o.a. een hogere opbrengst gaven.

### Granen
Rond 1870 werden van tarwe in Nederland de twee landrassen Zeeuwse tarwe en Gelderse tarwe (Gelderse rode) met goede bakeigenschappen veel geteeld. Hierna kwamen de Engelse landrassen Essex en Squarehead (Rode Dikkop) in Nederland in opgang. Essex verving de Zeeuwse en Squarhead de Gelderse. Later zijn deze op hun beurt vervangen door rassen.

### Voedergewassen
Westerwolds raaigras: Westerwolds raaigras landras.

Westerwolds raaigras is in Westerwolde uit Italiaans raaigras geselecteerd. Blijhamster boeren kregen vermoedelijk zaad van Italiaans raaigras van de toenmalige burgemeester Borgesius van Oude-Pekela (1860-1880). Hiervan werd al in het jaar van uitzaai zaad gewonnen en zo werd geselecteerd naar het 1-jarige type. De Winschoter tuinders kochten het zaad van de boeren en verhandelde dat onder de naam Westerwolds raaigras.
Klaver: Fries-Groninger witte klaver, Rode Maasklaver, Gendringse rode klaver, Roosendaalsche roode klaver, Brabantsche roode klaver en Groninger rode klaver.
Spurrie: Inlandse gewone spurrie, Hongaarse gewone spurrie, Deensche gewone spurrie, Inlandse reuzenspurrie, Hongaarsche reuzenspurrie.
Boterzaad of zomerraapzaad: Inlandsch boterzaad.
Boekweit: Inlandsche boekweit.

### Andere landrassen
- Groninger wintergerst,
- Zeeuwsche winterrogge,
- Ottersumse winterrogge,
- Aaltertroshaver,
- Zwarte presidenthaver in de veenkoloniën verbouwd,
- Spaansche tarwe of duivenmaïs is een landras van korrelmaïs en werd in Westbrabant verbouwd,
- Groninger blauwpeul, een kapucijner erwt,
- Limburgse gele voedererwt,
- Boerengrauw, in Utrecht verbouwde voedererwt,
- Oldamster paardeboon,
- Limburgsche paardeboon,
- Walchersche witte boon,
- Fries witbloei vlas,
- Spaansch kanariezaad,
- Friesch kanariezaad,
- Noord-Hollansche karwij,
- Zeeuwse bruine ui,
- Rijnsburger ui,
- Noord-Hollandsche stroogele ui,
- Buggenumsche lange gele voederbiet,
- Friesch landras, een koolraap,
- Wessemer stoppelpeen,
- Nederweerter stoppelpeen,
- Overijselsche halflange, een stoppelknol,
- Nijmeegse lange, een stoppelknol,
- Inlandsche serradella,
- Inlandsche zandwikken,
- Inlandsche voederwikken,
- Inlandsche bittere gele lupine.

## Dieren
Bij varkens komen nog landrassen voor. In Nederland wordt nu nog gekruist met het Nederlands Landras en het Fins Landras voor het vermeerderen van vleesvarkens. Ook bij onder andere schapen en kippen komen landrassen voor. 